# Mathías Callero
Mathías Callero, vollständiger Name Mathías Nicolás Callero Rodríguez, (* 25. Februar 1992 in Montevideo) ist ein uruguayischer Fußballspieler.

## Karriere
Der 1,83 Meter große Defensivakteur Callero bestritt 2013 für den costa-ricanischen Klub Santos de Guápiles 20 Spiele in der Liga de Fútbol de Primera División. Mitte September 2013 wechselte er zum seinerzeitigen uruguayischen Drittligisten Villa Española. Er stieg mit dem Klub in der Saison 2013/14 aus der Segunda División Amateur in die Segunda División auf. Dort lief er in den beiden folgenden Spielzeiten 39-mal in der Liga auf und schoss vier Tore. Zur Zwischenspielzeit 2016, mit der im uruguayischen Fußball wieder vom jahresübergreifenden europäischen System auf jahresgebundene Saisons umgestellt wurde, folgte der Aufstieg in die Primera Division. Während der Saison 2016 wurde er zwölfmal (kein Tor) in der Primera División eingesetzt. Ende Januar 2017 schloss er sich dem mexikanischen Klub Celaya FC an.